# Georges Sauveur Maury
Pour les articles homonymes, voir Maury.
Georges Sauveur Maury, parfois George S. Maury ou Georges Maury, né le 6 octobre 1872 à Saint-Denis et mort le 22 août 1960 à Montreuil, est un peintre français.

## Biographie
Fils d'Antoine Joseph Raymond Maury et de Françoise Eléonore Quintou, Georges Sauveur Maury, nait le 6 octobre 1872 à Saint-Denis. 
Il étudie à Paris où il a pour maîtres Ferdinand Humbert, Alphonse-Alexis Morlot, et Ernest Quost. En 1901, il réalise la fresque l'Adoration des Bergers pour la chapelle Sainte Reine d'Arcy-sur-Cure. Il se marie avec l'institutrice Marie Angèle Lapointe en 1902  et commence à enseigner. En 1908, ses dessins illustrent l’ouvrage de  Paul Albert Alliès intitulé Une ville d'états : Pézenas aux XVIe et XVIIe siècles, Molière à Pézenas,. Mobilisé le 6 mai 1915, il reste en service jusqu'au 25 janvier 1917. Mis en sursis d’appel au titre de professeur jusqu'à la démobilisation du 22 juillet 1919, il occupe un poste de professeur de dessin à l'école commerciale de la rue Trudaine de 1912 à 1925, et prodigue également des cours du soir dans ce même établissement, ainsi qu'à la chambre syndicale des fourreurs à partir de 1922. En 1932, il devient professeur et maître d'atelier à l’Académie Julian.
Les sujets les plus fréquents de Maury sont, les enfants, les femmes et les fleurs, bien qu'il soit également connu pour ses paysages et ses œuvres orientalistes,,. Membre de la société des artistes français, lauréat de l'institut, il participe au Salon et en 1907 remporte une mention honorable, en 1911 une médaille de 3e classe et en 1914 la médaille d’or et le Prix Marie-Bashkirtseff pour un tableau qui sera acquis par l'État pour le musée du Luxembourg. En 1926 il reçoit le Prix Gabriel-Ferrier, en 1928 un de ses tableaux est acquis par l’État et en 1929 un autre, Course de cerceaux par la ville de Paris. 
Il participe également à des expositions à l'étranger, à Glasgow, à San Francisco en 1915 pour la Panama-Pacific International Exposition de San Francisco, à Copenhague en 1924, de nouveau à San Francisco en 1925 et à l'exposition du centenaire de l’Algérie à Oran en 1930.